# Константин Живков
Константин Димитров Живков е български военен деец, полковник, участник в Балканската (1912 – 1913) и Междусъюзническата (1913), като началник-щаб на 1–ва бригада от 7–а пехотна рилска дивизия, и в Първата световна война (1915 – 1918), като командир на 30-и пехотен шейновски полк и на 2–ра бригада от 2–ра пехотна тракийска дивизия.

## Биография
Константин Живков е роден на 2 август 1870 г. в Щип. На 7 октомври 1886 постъпва на военна служба. На 18 май 1889 г. завършва Военно на Негово Княжеско Височество училище в 11-и випуск, произведен е в чин подпоручик и зачислен в пехотата. Служи в 1-ви пехотен софийски полк. На 2 август 1892 г. е произведен в чин поручик, а през 1900 г. – в чин капитан и е назначен за ротен командир в 22–ри пехотен тракийски полк. През 1905 г., като капитан от Военното училище е командирован за обученир в Николаевската академия на ГЩ в Санкт Петербург, която завършва през 1908 година. След завръщането си от Русия от 1909 г. служи като старши адютант в 1–ва пехотна софийска дивизия, а от 1911 е старши адютант в 7–а пехотна рилска дивизия. През 1910 г. е произведен в чин майор.
През Балканската (1912 – 1913) и Междусъюзническата война (1913) е началник на щаба на 1–ва бригада от 7–а пехотна рилска дивизия. На 18 декември 1913 г. е произведен в чин подполковник. През 1914 г. по заповед на началника на Щаба на армията, подполковник Живков е натоварен да сформира специална Военноисторическа комисия. За негови помощници са определени подполковник Марко Андреев, подполковник Йордан Венедиков, майор Константин Соларов и капитан Тома Чернев. В резултат на направеното от министъра на войната предложение, тази комисия е създадена на 1 август 1914 г. с Указ №39 на цар Фердинанд. За първи началник на комисията е определен именно подполковник Живков.
През 1915 г. изпълнява длъжността началник на щаба на 10–а пехотна беломорска дивизия. По време на Първата световна война (1915 – 1918) подполковник Живков първоначално командва 30-и пехотен шейновски полк, а от 1918 г. – 2–ра бригада от 2–ра пехотна тракийска дивизия, след което е началник-щаб на 1-ва военна инспекция. Уволнен е от служба през 1919 г. За командването на полка през войната е награден с Военен орден „За храброст“ III степен 2 клас.
През 1934 година е избран за председател на Щипското благотворително братство.
Полковник Константин Живков е женен и има 4 деца.

## Военни звания
- Подпоручик (18 май 1889)
- Поручик (2 август 1892)
- Ротмистър (1900)
- Майор (1910)
- Подполковник (18 декември 1913)
- Полковник (16 март 1917)

## Награди
- Военен орден „За храброст“ IV степен 2 клас
- Военен орден „За храброст“ III степен 2 клас
- Царски орден „Св. Александър“ IV степен с мечове по средата[6]
- Орден „За заслуга“ на обикновена лента